# Bitwa pod Bydgoszczą
Bitwa pod Bydgoszczą – bitwa stoczona 2 października 1794 roku podczas Insurekcji kościuszkowskiej.
W czasie swojej wyprawy do Wielkopolski Dąbrowski skoncentrował w Gnieźnie prowadzoną przez siebie dywizję i powstańców wielkopolskich (razem 7000 żołnierzy, w większości młodych i niedoświadczonych). Chcąc zachować łączność z zapleczem postanowił zniszczyć pruski oddział pacyfikacyjny pułkownika Johanna Friedricha Székelyego (batalion fizylierów i 3 szwadrony huzarów), który stał w Inowrocławiu i zagrażał łączności wojsk polskich w Wielkopolsce z Warszawą.
W nocy z 29 na 30 września Dąbrowski dotarł do Łabiszyna, gdzie o północy zaatakował go Székely. Atak został odparty i Prusacy wycofali się do Bydgoszczy.
Rymkiewicz, który wysłany został za wycofującym się nieprzyjacielem zaatakował tylną straż pruską i opanował górujące nad Bydgoszczą wzgórza, leżące na południe od miasta. Prusacy stanęli na lewym brzegu Brdy za miastem, jedynie baon z regimentu Pircha i kompania fizylierów zajęły pozycje w samej Bydgoszczy. Dąbrowski z głównymi siłami dotarł pod Bydgoszcz nocą z 1 na 2 października. Następnie podzielił na dwie części 7 BKN i wysłał w celu pilnowania przepraw przez Brdę i Kanał Bydgoski po obu stronach miasta. Do ataku na miasto ruszyły cztery bataliony polskiej piechoty i wdarły się do Bydgoszczy. Gdy Székely ruszył na pomoc załodze miasta i szedł na czele kolumny przechodzącej przez most na Brdzie, został śmiertelnie raniony przez pocisk armatni.
Dowodzone przez niego wojska wycofały się w kierunku Świecia, a polska kawaleria ścigała cofających się w pośpiechu Prusaków do Fordonu. W bitwie Prusacy stracili 100 zabitych, 50 rannych i 413 jeńców (2 pułkowników, 1 majora, 18 niższych oficerów, 20 podoficerów, 372 żołnierzy), natomiast Polacy – 25 zabitych i 30 rannych.
W zdobytej Bydgoszczy Polacy zdobyli znaczne ilości broni, żywności i mundurów, zgromadzonych w tutejszych magazynach przez Prusaków.